# Aurélie Kamga
Aurélie Kamga (* 18. Juni 1985 in Béziers) ist eine französische Sprinterin.
In der 4-mal-100-Meter-Staffel gewann sie im Juniorenbereich mit der französischen Mannschaft Gold bei den Junioreneuropameisterschaften 2003, Bronze bei den Juniorenweltmeisterschaften 2004 und Gold bei den U23-Europameisterschaften 2005.
Zu ihrem ersten Einsatz bei internationalen Meisterschaften im Erwachsenenbereich kam sie bei den Spielen der Frankophonie 2005 in Niamey. Dort gewann sie Silber über 200 Meter und Gold in der 4-mal-100-Meter- und der 4-mal-400-Meter-Staffel.
2009 wurde sie bei den Mittelmeerspielen Sechste über 200 Meter und holte Bronze über 400 Meter. Bei den Weltmeisterschaften in Berlin kam sie in der 4-mal-400-Meter-Staffel gemeinsam mit Virginie Michanol, Symphora Béhi und Solen Désert-Mariller auf den siebten Platz.
2009 wurde sie französische Hallenmeisterin über 200 Meter.

## Persönliche Bestzeiten
- 60 m (Halle): 7,47 s, 19. Februar 2006, Bordeaux
- 100 m: 11,57 s, 23. Juli 2004, Niort
- 200 m: 23,37 s, 15. Juli 2004, Grosseto
  - Halle: 23,69 s, 3. Februar 2009, Reims
- 400 m: 53,19 s, 24. Juli 2009, Angers